# Atomic Rooster (album)
Atomic Rooster je šesté studiové album skupiny Atomic Rooster. Album vyšlo v roce 1980 u EMI a producenty se stali John Du Cann a Vincent Crane. Jedná se o první album po znovuobnovení skupiny.

## Seznam skladeb
| Strana 1 | Strana 1                 | Strana 1                    | Strana 1 |
| Pořadí   | Název                    | Autor                       | Délka    |
| -------- | ------------------------ | --------------------------- | -------- |
| 1.       | They Took Control of You | John Du Cann, Clara Du Cann | 4:48     |
| 2.       | She's My Woman           | Du Cann                     | 3:12     |
| 3.       | He Did It Again          | Vincent Crane, Du Cann      | 4:03     |
| 4.       | Where's the Show?        | Du Cann                     | 3:54     |
| 5.       | In the Shadows           | Du Cann                     | 6:55     |

| Strana 2 | Strana 2                           | Strana 2       | Strana 2 |
| Pořadí   | Název                              | Autor          | Délka    |
| -------- | ---------------------------------- | -------------- | -------- |
| 1.       | Do You Know Who's Looking for You? | Crane, Du Cann | 3:04     |
| 2.       | Don't Lose Your Mind               | Du Cann        | 3:35     |
| 3.       | Watch Out!                         | Crane          | 4:04     |
| 4.       | I Can't Stand It                   | Du Cann        | 3:49     |
| 5.       | Lost in Space                      | Crane, Du Cann | 5:51     |

## Sestava
- Vincent Crane – Hammondovy varhany
- John Du Cann – kytara, zpěv
- Preston Heyman – bicí, perkuse